# ヤン・A・P・カチュマレク
ヤン・A・P・カチュマレク（Jan A.P. Kaczmarek、1953年4月29日 - 2024年5月21日）は、ポーランド出身の作曲家。2004年、『ネバーランド』でアカデミー作曲賞を受賞した。

## 略歴
2024年5月21日にクラクフで死去。晩年は多系統萎縮症（MSA）を患っていた。71歳没。

## 主な作品
- ドッペルゲンガー/憎悪の化身 Doppelganger (1993)
- 太陽と月に背いて Total Eclipse (1995)
- ロスト・ソウルズ Lost Souls  (2000)
- ぼくの神さま Edges of the Lord (2001)
- 運命の女 Unfaithful (2002)
- ネバーランド Finding Neverland (2004)
- いつか眠りにつく前に Evening (2007)
- 扉をたたく人 The Visitor (2007)
- ホースメン Horsemen (2009)
- HACHI 約束の犬 Hachi (2009)
- レオニー (2010) - 日米共同制作映画
- クロッシング・ウォー 決断の瞬間 Zwischen Welten (2014)
- パウロ 愛と赦しの物語 Paul, Apostle of Christ (2018)